# 멘드리시오역
멘드리시오역(Stazione di Mendrisio)은 스위스 티치노주와 멘드리시오 지자체에 있는 기차역이다. 역은 루가노와 키아소 사이의 스위스 연방 철도 산하인 고트하르트 철도에 있으며, 이전에는 화물 전용이었다. 그러나 바레세에 대한 국제편 연결로 재건된 멘드리시오-바레세선의 교차점이기도 하다.

## 운행편
2021년 12월 시간표 변경에 따라 멘드리시오에는 다음 서비스가 정차한다.
- RE80: 로카르노와 키아소 30분 간격 운행 / 밀라노 중앙역까지 1시간 간격 운행.
- S10 / S40: 키아소까지 시간당 1편 / 코모 산조반니 30분 간격.
- S10 / S50: 비아스카까지 30분 간격.
- S40 / S50: 바레세까지 30분 간격 / 말펜사 공항 터미널2까지 1시간 간격 운행.
- S90: 주비아스코까지 매시간 운행.